# Чеченское имя
В чеченских личных именах отражены специфики особенности фонетической системы, морфологическое строение нахских языков, а также лексическая единица этого языка.